# Université Ibn Zohr
L’université Ibn Zohr est une université publique marocaine située à Agadir.

## Présentation
Établissement public, régi par la loi n° 01-00 portant organisation de l'enseignement supérieur, l’université Ibn Zohr est dotée de la personnalité morale et de l'autonomie administrative et financière. Elle a, à ce titre, pour missions de concourir au développement de la recherche, à la diffusion du savoir, de la connaissance et de la culture, à la préparation des jeunes à l'insertion dans la vie active notamment par le développement des savoir-faire, à la croissance régionale et nationale, etc.
L’université assure :
- La formation initiale et la formation continue ;
- La recherche scientifique et technologique ;
- La réalisation d'expertises ;
- La contribution au développement global du pays ;
- La coopération internationale.

## Historique
Créée en 1989 (la faculté des lettres et des sciences humaines et la faculté des sciences existaient depuis 1984 et dépendaient alors de l'université Cadi Ayyad de Marrakech). L'université Ibn Zohr tire son nom du savant Andalou Abou Marwan Abdel Malik ben Mohammed ben Marwan Ibn Zhor el-Iyadi, plus connu sous le nom d’Avenzoar, issu d’une vieille famille de médecins sévillans de la tribu arabe des Iyad. Philosophe éminent anatomiste et médecin, Ibn Zohr est avec Er-Razi (Rhazès) le médecin arabe qui possède le plus d’affinités avec Hippocrate, insistant comme celui-ci sur la nécessité de tenir la médecine à l’écart de la philosophe et de la religion, sur celle de faire abstraction de tout préjugé et sur l’importance de l’indépendance totale en matière d’observation et de raisonnement. Il dédia son livre Et-Taysir à son ami et élève Ibn Rochd (Averroès) dont la célébrité fut plus grande encore que celle de son maître et qui remercia celui-ci de son compliment en lui dédiant à son tour le Koulidchat fi et-Tib (Directives de la science médicale), véritable système médical d’une remarquable ordonnance.

## Personnalités liées à l'université
- Abdelaziz Bendou (d) (1965- ), économiste et président de l'université (2020-2025 )
- Omar Halli (1964- ), président de l'université (2011-2020)
- Hassan Wahbi (1957 - ), poète et professeur de littérature

## Chiffres clés
Couvrant 5 régions du royaume et présente dans 8 villes universitaires à travers ses 16 établissements, l’UIZ joue pleinement son rôle d’université de proximité. En effet, accueillant plus de 120 000 étudiants en mettant à leur disposition un large éventail de formations pluridisciplinaires, l’UIZ est aujourd’hui un acteur incontournable dans le développement territorial des régions sud du Maroc.

## Formation
L'université Ibn Zohr propose des formations dans les grandes disciplines des sciences et techniques, droit gestion et économie, lettres et sciences humaines, au sein de neuf facultés et six écoles. 
Les 163 filières sont structurées selon l'architecture de l'enseignement supérieur LMD - Licence, Master et Doctorat : 
| Formations par niveau      | Formations par diplôme | Formations par discipline                                                           |
| -------------------------- | --- | ----------------------------------------------------------------------------------- |
| - Bac +2 - Bac +3 - Bac +5 | - Classes préparatoires - DUT - Licence professionnelle - Licence fondamentale - Master spécialisé - Master fondamental - Ingénierie - Diplômé d'ENCG | - Sciences et techniques - Droit gestion et économie - Lettres et sciences humaines |

## Recherche

### Centre des études doctorales
Le CEDoc IBN ZOHR a été créé le 25 mars 2008 par décision du conseil de l'université. Ce centre est adossé à des structures de recherche reconnues par l'université, autour d'un projet qui s’inscrit dans la politique scientifique de l'université et des établissements associés et répond aux priorités nationales en matière de recherche scientifique.

### En quelques chiffres
- 18 formations doctorales
- 67 structures de recherche
- 1898 doctorants
- 124 thèses soutenues en 2017

### Formations doctorales
1. Aménagement du territoire, sociétés, migrations et développement durable
2. Chimie fondamentale et appliquée
3. Médecine et pharmacie
4. Droit public et droit privé
5. Économie et gestion
6. Espaces anthropisés : risques environnementaux et fragilité socio-économique
7. Géosciences et géo-environnement
8. Histoire régionale du Sud marocain
9. Langues et communication
10. Mathématiques, informatique et applications
11. Patrimoine et développement
12. Sciences de la vie et ressources naturelles
13. Sciences et techniques de gestion
14. Sciences et techniques de l'ingénieur
15. Sciences, techniques et ingénierie
16. النص والخطاب
17. العلوم القانونية والسياسية
18. المذهب المالكي و التشريع المعاصر
19. المناهج العلمية في تفسير الخطاب الشرعي و تطبيقاتها المعاصرة

## Classement
Elle est classée 82e dans le classement régional 2016 des universités arabes (U.S.News & World Report).

## Composition
L'effectif des étudiants est de plus de 120 000 (rentrée 2018-2019) répartis sur 17 établissements, à savoir :
- Faculté de médecine et de pharmacie - Agadir (FMPA)
- Faculté de médecine et de pharmacie - Laâyoune (FMPL)
- École nationale des sciences appliquées - Agadir (ENSA)
- Faculté des sciences - Agadir (FSA)
- Faculté des sciences juridiques, économiques et sociales - Agadir (FSJES)
- Faculté des sciences juridiques, économiques et sociales - Ait Melloul (FSJESAM)
- Faculté des sciences appliquées - Ait Melloul (FSA)
- Faculté des langues, arts et sciences humaines - Ait Melloul (FLASH)
- Faculté des lettres et des sciences humaines - Agadir (FLSHA)
- École nationale de commerce et de gestion - Agadir (ENCG)
- École nationale de commerce et de gestion - Dakhla (ENCG)
- Faculté pluridisciplinaire - Ouarzazate (FPO)
- Faculté pluridisciplinaire - Taroudannt (FPT)
- Faculté Chariâa - Ait Melloul
- Faculté Chariâa - Smara
- École supérieure de technologie - Agadir (ESTA)
- École supérieure de technologie - Guelmim (ESTG)
- Faculté d'économie et de gestion - Guelmim (FEGG)
- École supérieure de technologie - Laâyoune (ESTL)